# Nagroda Gdańskiego Towarzystwa Naukowego
Nagroda Gdańskiego Towarzystwa Naukowego i Prezydenta Miasta Gdańska – doroczna nagroda przyznawana przez Gdańskie Towarzystwo Naukowe i Prezydenta Miasta Gdańska młodym pracownikom nauki (do 35. roku życia) za wybitne osiągnięcia naukowe. Dorocznie przyznawanych jest 5 nagród za prace naukowe związane z zakresem działania każdego z pięciu wydziałów towarzystwa, za prace naukowo-badawcze, publikacje oraz prace konstrukcyjne i projektowe o tematyce odpowiadającej statutowym celom i zadaniom towarzystwa. W wyjątkowych przypadkach, gdy nie zostanie przyznana nagroda za prace związane z zakresem działania któregoś z wydziałów z powodu braku zgłoszeń lub brak podstaw do zakwalifikowania do nagrody zgłoszonej pracy, możliwe jest przyznanie dodatkowej nagrody za prace naukowe związane z zakresem działania innego wydziału lub zwiększenie proporcjonalne wysokości przyznanych nagród o nie rozdysponowane środki. 

## Kategorie
- W dziedzinie nauk matematyczno-fizyczno-chemicznych
- W dziedzinie nauk o Ziemi
- W dziedzinie nauk społecznych i humanistycznych
- W dziedzinie nauk biologicznych i medycznych

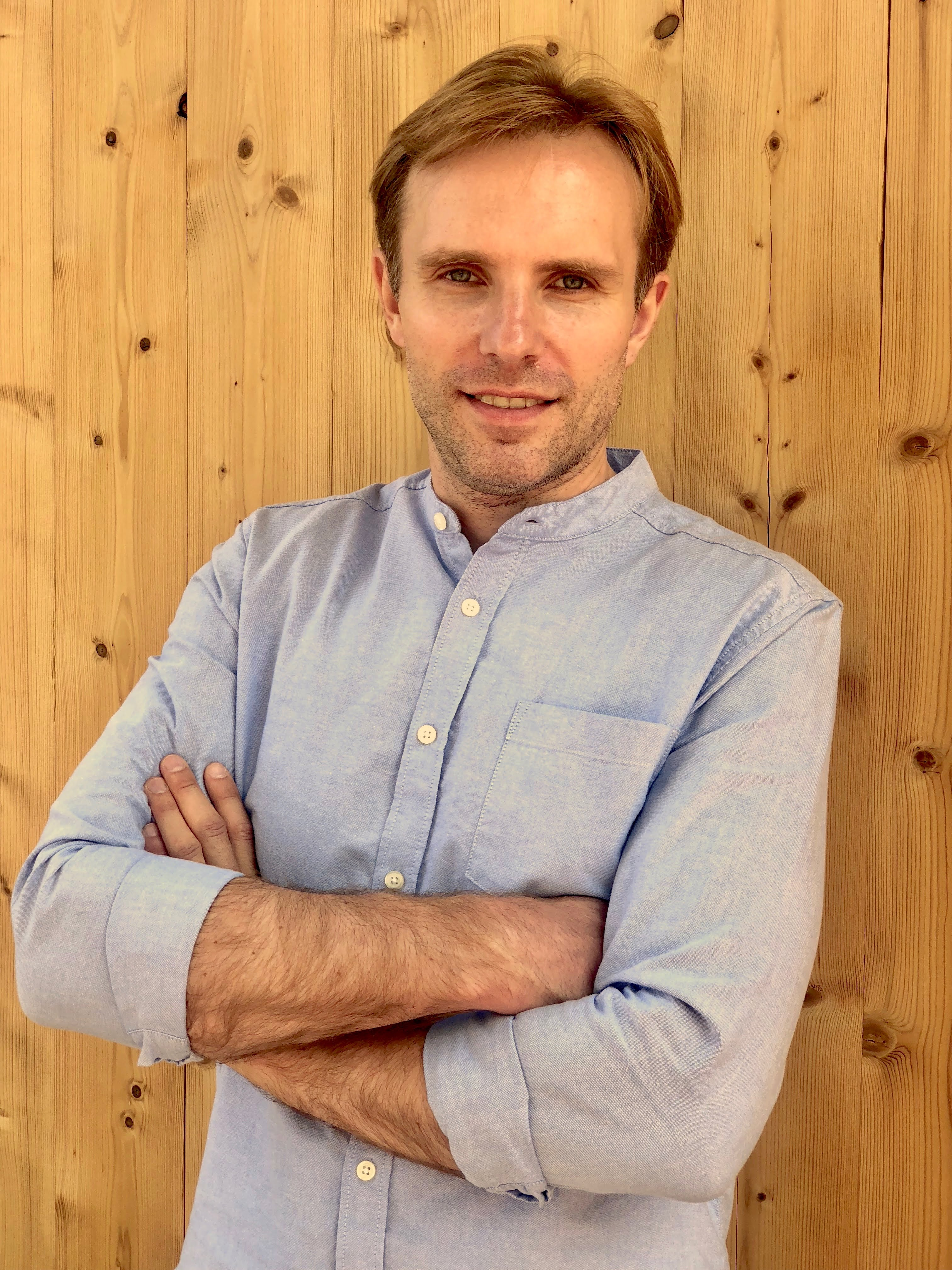
Prof. Bartosz Karaszewski, kierownik Katedry Neurologii Gdańskiego Uniwersytetu Medycznego, laureat nagrody z 2009 r.

- W dziedzinie nauk technicznych

## Niektórzy laureaci nagrody
- 1982 – Stefan Chwin - za pracę doktorską System romantyczny we współczesnej literaturze polskiej na przykładzie twórczości Wacława Berenta, Bruno Schulza, Stanisława Ignacego Witkiewicza, Tadeusza Konwickiego, Tadeusza Nowaka
- 1984 – Jerzy Samp - za książkę Studium kreacji literackich
- 1989 – Ireneusz Kreja - za wybitne osiągnięcia w dziedzinie nauk technicznych
- 2006 – Wojciech Kamysz
- 2007 – Sylwia Rodziewicz-Motowidło
- 2009 – Bartosz Karaszewski
- 2014 – Anna Jakimska za rozprawę doktorską pt. „Oznaczanie farmaceutyków i związków pokrewnych w środowisku wodnym z wykorzystaniem techniki LC-MS/MS oraz LC-QTOF-MS”, Małgorzata Anna Kinder za rozprawę doktorską pt. „Sedymentologiczny i geochemiczny zapis zmian środowiska w rocznie laminowanych osadach jeziora Szurpiły”, Piotr Kitowski za rozprawę doktorską pt. „Sukcesja spadkowa w mniejszych miastach Prus Królewskich w II połowie XVII i XVIII wieku (województwo pomorskie). Studium historyczno-prawne”, Dawid Nidzworski za rozprawę doktorską pt. „Nowe metody wykrywania wirusa grypy i rzekomego pomoru drobiu”, Andrzej Kwiatkowski za rozprawę doktorską pt. „Algorytmy przetwarzania widm Ramana w procesie detekcji substancji chemicznych”[2]
- 2015 – Jakub Drewnowski - za cykl publikacji na temat „modelowania matematycznego hydrolizy substratu wolnorozkładalnego na podstawie badań kinetyki procesów biochemicznych zachodzących w komorach osadu czynnego"[3]
- 2017 – dr Piotr Samólow za pracę doktorską pt.: „Młode Miasto Gdańsk (1380-1455) i jego patrymonium”, dr Aleksandra Kurowska-Susdorf za pracę doktorską pt. „Miejsce śmierci w ponowoczesnym życiu a edukacyjny potencjał kaszubskich rytuałów okołopogrzebowych", dr Marta Zakrzewska za pracę doktorską pt. „Taksonomia ochotkowatych z plemienia Tanytarsini (Diptera: Chironomidae) eoceńskiego bursztynu bałtyckiego”, dr Renata Jędrkiewicz za pracę doktorską pt. „Development and application of different strategies for determination of monochloropropanediols fatty acid esters in samples of edible fats and food products with high content of fats”, dr inż. Piotr Rajchowski za pracę doktorską pt. „Badanie i analiza dokładności estymacji położenia obiektów ruchomych w hybrydowym systemie lokalizacyjnym”[4].
- 2018 – Aleksandra Maria Tesmar - za rozprawę doktorską zatytułowaną „Struktura, właściwości fizykochemiczne i biologiczne kompleksów jonów metali bloku d z ligandami aminopolikarboksylanowymi”[5].
- 2019 - dr Tomasz Snarski - w dziedzinie nauk społecznych i humanistycznych za książkę "Debata Hart - Fuller i jej znaczenie dla filozofii prawa", wydaną w 2018 roku w Wydawnictwie Uniwersytetu Gdańskiego[6][7].